# Ramón Mendoza
Ramón Mendoza Fontela, né à Madrid le 18 avril 1927 et décédé à Nassau (Bahamas) le 4 avril 2001, est un homme d'affaires espagnol, surtout connu pour sa présidence du Real Madrid de 1985 à 1995.